# Gmina Dębowiec (Powiat Jasielski)
Die Gmina Dębowiec ist eine Landgemeinde im Powiat Jasielski der Woiwodschaft Karpatenvorland in Polen. Ihr Sitz ist das gleichnamige Dorf.

## Gliederung
Zur Landgemeinde (gmina wiejska) Dębowiec gehören folgende 12 Dörfer mit einem Schulzenamt (sołectwo):
Cieklin
Dębowiec
Duląbka
Dzielec
Dobrynia
Folusz
Łazy Dębowieckie
Majscowa
Pagórek
Radość
Wola Cieklińska
Wola Dębowiecka
Zarzecze